# Haplosclerida
Haplosclerida (лат.) — отряд губок из класса обыкновенных губок (Demospongiae).

## Описание
Характеризуется наличием изодиктиального скелета из диактинальных мегасклер. Мегасклеры представляют собой относительно короткие фузиформные оксы или короткие компактные стронгилы. Микросклеры ограничены микрооксами/стронгилами, сигмами, токсами, рафидами и амфидисками. Сигмы и токсы могут быть интерпретированы как признаки, общие с порядком Poecilosclerida. К этому отряду относится большое количество обычных мелководных морских губок и все губки, встречающиеся в пресных водах. Для учета большого разнообразия групп и местообитаний, а также с учётом продолжающихся споров о монофилии отряда, в настоящее время выделяют три подотряда: Haplosclerina с семействами: Callyspongiidae, Chalinidae и Niphatidae; Petrosina с семействами Calcifibrospongiidae Petrosiidae и Phloeodictyidae; и Spongillina с семействами Spongillidae, Malawispongiidae, Metaniidae, Metschnikowiidae, Palaeospongillidae, Potamolepiidae и Lubomirskiidae. Haplosclerina и Petrosina оказываются тесно связанными морфологически и являются спорными высшими таксонами. Их удобно разделять по отсутствию четкой анизотропной скелетной структуры и явному яйцекладущему размножению у Petrosina. Губки подотряда Spongillina имеют более отдаленное родство и характеризуются отсутствием тангенциального эктосомального скелета, наличием шиповидных мегасклер и уникальных амфидисковых микросклер, а также геммул с развитой анатомией и физиологией.

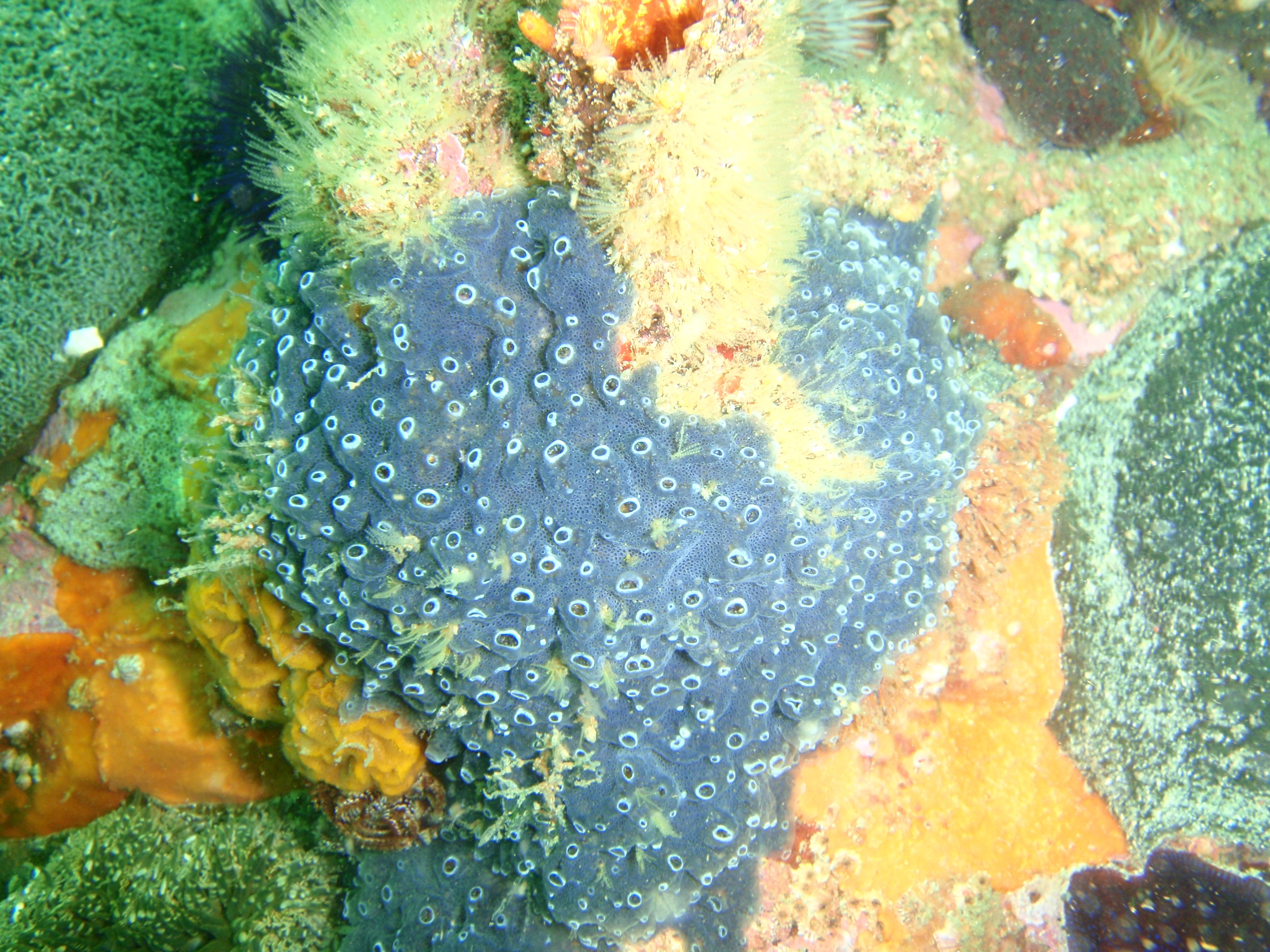
Haliclona stilensis
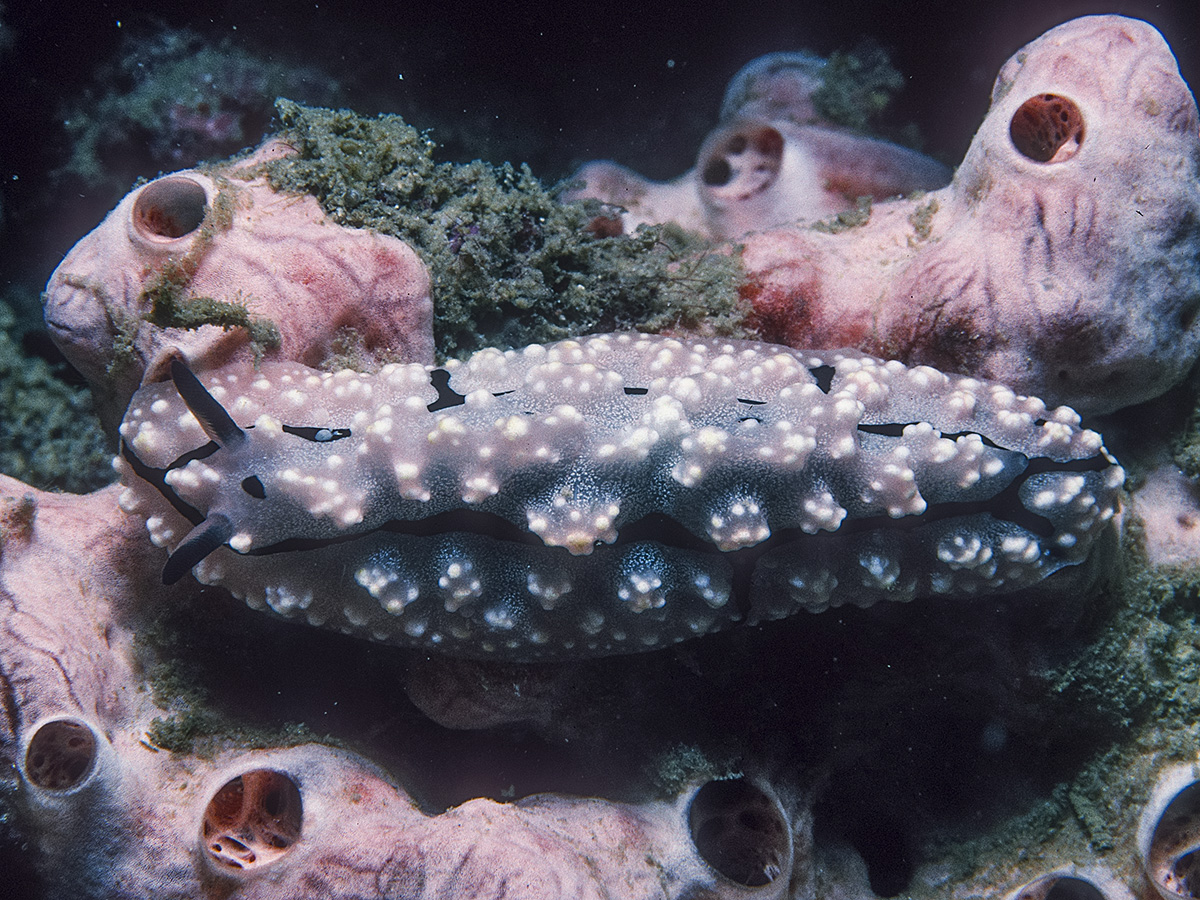
Phyllidiopsis pipeki
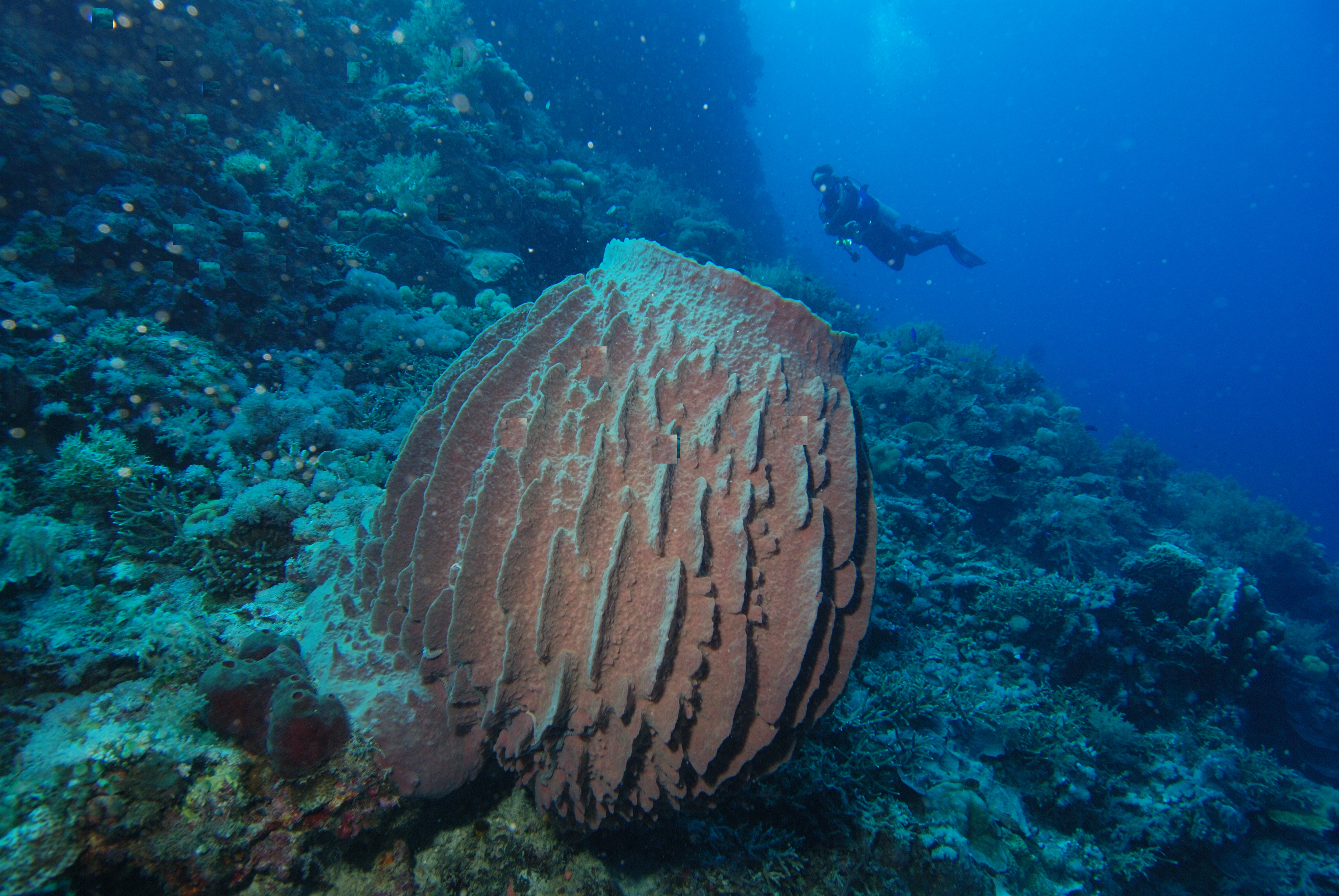
Xestospongia testudinaria

## Классификация
Включает более 1070 видов, второй по числу видов отряд обыкновенных губок после Poecilosclerida. По состоянию на август 2023 года признаны 6 семейств.
- Calcifibrospongiidae Hartman, 1979
- Callyspongiidae de Laubenfels, 1936
- Chalinidae Gray, 1867
- Niphatidae Van Soest, 1980
- Petrosiidae Van Soest, 1980
- Phloeodictyidae Carter, 1882